# Lucy in the Sky with Diamonds
"Lucy in the Sky with Diamonds" és una cançó de l'àlbum Sgt. Pepper's Lonely Hearts Club Band dels the Beatles de l'any 1967. Escrita principalment per John Lennon però acreditada a Lennon-McCartney,
Quant al nom de la cançó, John Lennon afirma que es va inspirar en un dibuix del seu fill. Però en sortir la cançó molta gent especulà que eren les inicials de la droga LSD. Va inspirar el nom d'un fòssil, Lucy, perquè sonava sonar de fons mentre els científics feien la seva feina.